# Harricourt
Harricourt és un municipi francès al departament de les Ardenes (regió del Gran Est). L'any 2007 tenia 52 habitants.

## Demografia

### Població
El 2007 la població de fet de Harricourt era de 52 persones. Hi havia 24 famílies de les quals 12 eren unipersonals (8 homes vivint sols i 4 dones vivint soles), 4 parelles sense fills i 8 parelles amb fills.
La població ha evolucionat segons el següent gràfic:

### Habitatges
El 2007 hi havia 29 habitatges, 25 eren l'habitatge principal de la família, 1 era una segona residència i 3 estaven desocupats. Tots els 27 habitatges eren cases. Dels 25 habitatges principals, 23 estaven ocupats pels seus propietaris i 2 estaven llogats i ocupats pels llogaters; 1 tenia dues cambres, 7 en tenien quatre i 17 en tenien cinc o més. 20 habitatges disposaven pel capbaix d'una plaça de pàrquing. A 11 habitatges hi havia un automòbil i a 8 n'hi havia dos o més.

### Piràmide de població
La piràmide de població per edats i sexe el 2009 era:
| Homes | Edats   | Dones |
| ----- | ------- | ----- |
| 0     | 95 o +  | 0     |
| 0     | 90 a 94 | 0     |
| 0     | 85 a 89 | 0     |
| 0     | 80 a 84 | 0     |
| 0     | 75 a 79 | 0     |
| 0     | 70 a 74 | 0     |
| 0     | 65 a 69 | 0     |
| 8     | 60 a 64 | 4     |
| 4     | 55 a 59 | 4     |
| 0     | 50 a 54 | 0     |
| 4     | 45 a 49 | 0     |
| 0     | 40 a 44 | 4     |
| 4     | 35 a 39 | 8     |
| 0     | 30 a 34 | 0     |
| 0     | 25 a 29 | 0     |
| 0     | 20 a 24 | 0     |
| 0     | 15 a 19 | 4     |
| 12    | 10 a 14 | 8     |
| 0     | 5 a 9   | 0     |
| 0     | 0 a 4   | 4     |

## Economia
El 2007 la població en edat de treballar era de 31 persones, 23 eren actives i 8 eren inactives. De les 23 persones actives 22 estaven ocupades (12 homes i 10 dones) i 1 aturada (1 dona i 1 dona). De les 8 persones inactives 3 estaven jubilades, 2 estaven estudiant i 3 estaven classificades com a «altres inactius».
Activitats econòmiques
Dels dos establiments que hi havia el 2007, una era d'una empresa extractiva i l'altra una empresa de serveis.
L'any 2000 a Harricourt hi havia sis explotacions agrícoles.

## Poblacions properes
El següent diagrama mostra les poblacions més properes.